# Cryptachaea
Cryptachaea es un género de arañas de la familia Theridiidae, orden Araneae. Fue descrito por el americano Allan Frost Archer en 1946.

## Especies
- Cryptachaea acoreensis (Berland, 1932)
- Cryptachaea alacris (Keyserling, 1884)
- Cryptachaea altiventer (Keyserling, 1884)
- Cryptachaea amazonas Buckup, Marques & Rodrigues, 2012
- Cryptachaea ambera (Levi, 1963)
- Cryptachaea analista (Levi, 1963)
- Cryptachaea anastema (Levi, 1963)
- Cryptachaea azteca (Chamberlin & Ivie, 1936)
- Cryptachaea banosensis (Levi, 1963)
- Cryptachaea barra (Levi, 1963)
- Cryptachaea bellula (Keyserling, 1891)
- Cryptachaea blattea (Urquhart, 1886)
- Cryptachaea caliensis (Levi, 1963)
- Cryptachaea canionis (Chamberlin & Gertsch, 1929)
- Cryptachaea caqueza (Levi, 1963)
- Cryptachaea chilensis (Levi, 1963)
- Cryptachaea chiricahua (Levi, 1955)
- Cryptachaea cinnabarina (Levi, 1963)
- Cryptachaea diamantina (Levi, 1963)
- Cryptachaea dromedariformis (Roewer, 1942)
- Cryptachaea eramus (Levi, 1963)
- Cryptachaea fresno (Levi, 1955)
- Cryptachaea gigantea (Keyserling, 1884)
- Cryptachaea gigantipes (Keyserling, 1890)
- Cryptachaea hirta (Taczanowski, 1873)
- Cryptachaea ingijonathorum Buckup, Marques & Rodrigues, 2012
- Cryptachaea inops (Levi, 1963)
- Cryptachaea insulsa (Gertsch & Mulaik, 1936)
- Cryptachaea isana (Levi, 1963)
- Cryptachaea jequirituba (Levi, 1963)
- Cryptachaea kaspi (Levi, 1963)
- Cryptachaea koepckei (Levi, 1963)
- Cryptachaea lota (Levi, 1963)
- Cryptachaea manzanillo (Levi, 1959)
- Cryptachaea maraca (Buckup & Marques, 1991)
- Cryptachaea maxima (Keyserling, 1891)
- Cryptachaea meraukensis (Chrysanthus, 1963)
- Cryptachaea migrans (Keyserling, 1884)
- Cryptachaea milagro (Levi, 1963)
- Cryptachaea maldonado Buckup, Marques & Rodrigues, 2012
- Cryptachaea nayaritensis (Levi, 1959)
- Cryptachaea oblivia (O. P.-Cambridge, 1896)
- Cryptachaea orana (Levi, 1963)
- Cryptachaea pallipera (Levi, 1963)
- Cryptachaea parana (Levi, 1963)
- Cryptachaea passiva (Keyserling, 1891)
- Cryptachaea pilaton (Levi, 1963)
- Cryptachaea pinguis (Keyserling, 1886)
- Cryptachaea porteri (Banks, 1896)
- Cryptachaea projectivulva (Yoshida, 2001)
- Cryptachaea pura (O. P.-Cambridge, 1894)
- Cryptachaea pusillana (Roewer, 1942)
- Cryptachaea pydanieli (Buckup & Marques, 1991)
- Cryptachaea rafaeli (Buckup & Marques, 1991)
- Cryptachaea rapa (Levi, 1963)
- Cryptachaea rioensis (Levi, 1963)
- Cryptachaea riparia (Blackwall, 1834)
- Cryptachaea rostra (Zhu & Zhang, 1992)
- Cryptachaea rostrata (O. P.-Cambridge, 1896)
- Cryptachaea rupicola (Emerton, 1882)
- Cryptachaea schneirlai (Levi, 1959)
- Cryptachaea schraderorum (Levi, 1959)
- Cryptachaea serenoae (Gertsch & Archer, 1942)
- Cryptachaea sicki (Levi, 1963)
- Cryptachaea taeniata (Keyserling, 1884)
- Cryptachaea tovarensis (Levi, 1963)
- Cryptachaea trinidensis (Levi, 1959)
- Cryptachaea uviana (Levi, 1963)
- Cryptachaea veruculata (Urquhart, 1886)
- Cryptachaea vivida (Keyserling, 1891)
- Cryptachaea zonensis (Levi, 1959)